# Coccopygia quartinia
L'astrilde dell'Africa Orientale o astrilde ventre giallo (Coccopygia quartinia (Bonaparte, 1850)) è un uccello passeriforme della famiglia degli Estrildidi.

## Descrizione

### Dimensioni
Misura fino a 10 cm di lunghezza.

### Aspetto
L'aspetto di questi uccelli a prima vista appare estremamente simile a quello delle femmine della congenere astrilde guancenere, in quanto nell'astrilde dell'Africa Orientale anche il maschio manca dell'area guanciale e golare nera; ciononostante, in questa specie il ventre appare di un caratteristico colore giallo limone, maggiormente evidente proprio nei maschi.

## Biologia
Si tratta di uccelli diurni, che vivono in gruppetti di una quindicina d'individui he difficilmente si mescolano a stormi di altre specie, rimanendo piuttosto coesi durante la ricerca di cibo e acqua nell'erba alta.

### Alimentazione
L'astrilde dell'Africa Orientale è un uccello fondamentalmente granivoro, che si nutre di piccoli semi di graminacee (privilegiando quelli ancora immaturi) ed integra la propria dieta con bacche, germogli e piccoli invertebrati.

### Riproduzione
Trattandosi di animali per lungo tempo considerati una sottospecie piuttosto che una specie a sé stante, mancano studi specifici riguardanti la riproduzione: si pensa tuttavia che essa non differisca significativamente per modalità e tempistica da quella della congenere e assai simile astrilde guancenere e degli estrildidi in generale.

## Distribuzione e habitat
Come intuibile dal nome comune, l'astrilde dell'Africa Orientale è diffusa in un vasto areale che va dal Corno d'Africa allo Zambia e alla Tanzania meridionale; nell'ambito di quest'area, questo uccello occupa le aree boschive e cespugliose con presenza di radure e aree erbose più o meno estese, preferendo ambienti collinari o in quota.

## Tassonomia
Considerata in passato una sottospecie dell'astrilde di Dufresne col nome di Coccopygia melanotis quartinia, recentemente si è optato per una sua elevazione al rango di specie a sé stante, la quale a sua volta conta tre sottospecie, anch'esse derivanti dallo scorporo della suddetta specie:
- Coccopygia quartinia quartinia, la sottospecie nominale, diffusa nel corno d'Africa ed in Sudan sud-orientale;
- Coccopygia quartinia kilimensis Sharpe, 1903, diffusa dal Congo a Kenya e Tanzania;
- Coccopygia quartinia stuartirwini (Clancey, 1969), diffusa dallo Zambia alla Tanzania meridionale;